# Gori
Gori (en georgiano: გორი) es una pequeña ciudad  de Georgia, capital de la región de Shida Kartli. Fue fundada por uno de los más grandes reyes del país, David el Constructor (1089-1125) en la confluencia del río Liakhvi con el río Mtkvari (río Kurá).  Tiene una población de 50 000 habitantes. La ciudad fue destruida por un terremoto en 1920.

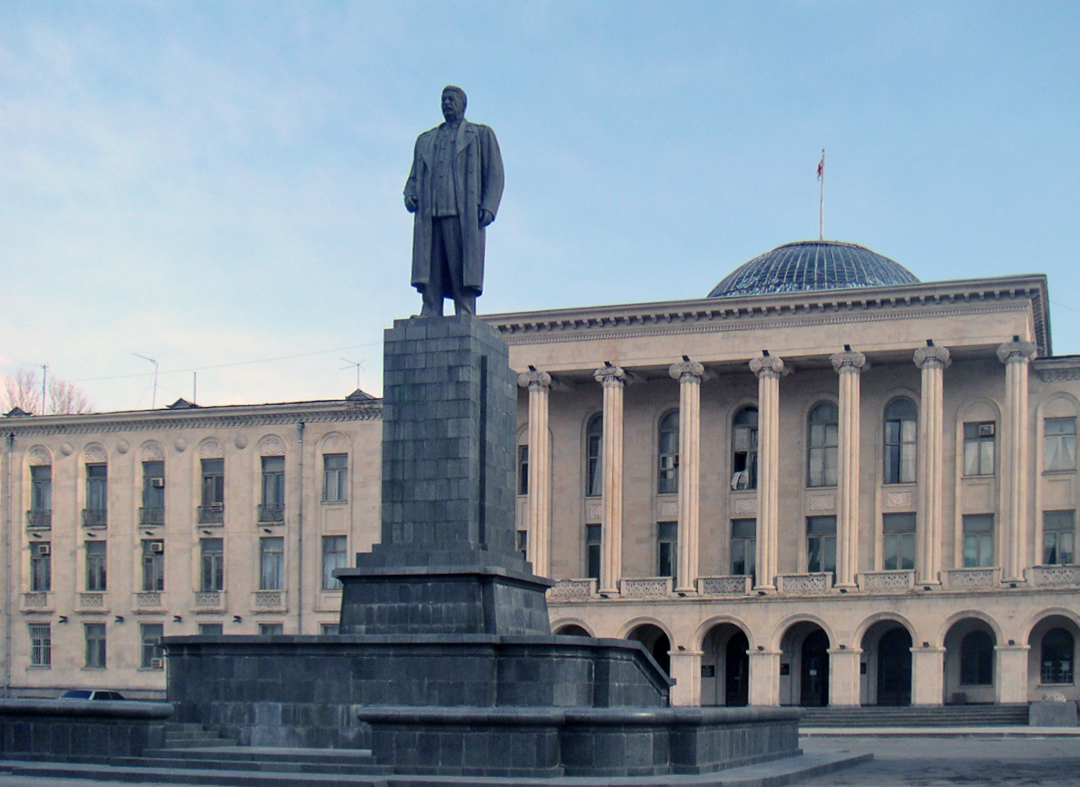
Estatua de Stalin frente al Ayuntamiento de Gori. Trasladada al Museo de Stalin de Gori en 2010.

Fue lugar de nacimiento en 1878 del líder soviético Iósif Stalin y tiene un museo con artículos relacionados con su vida, así como la última estatua en pie de Stalin.
La ciudad está protegida por la fortaleza medieval de Goristsikhe.

## Historia

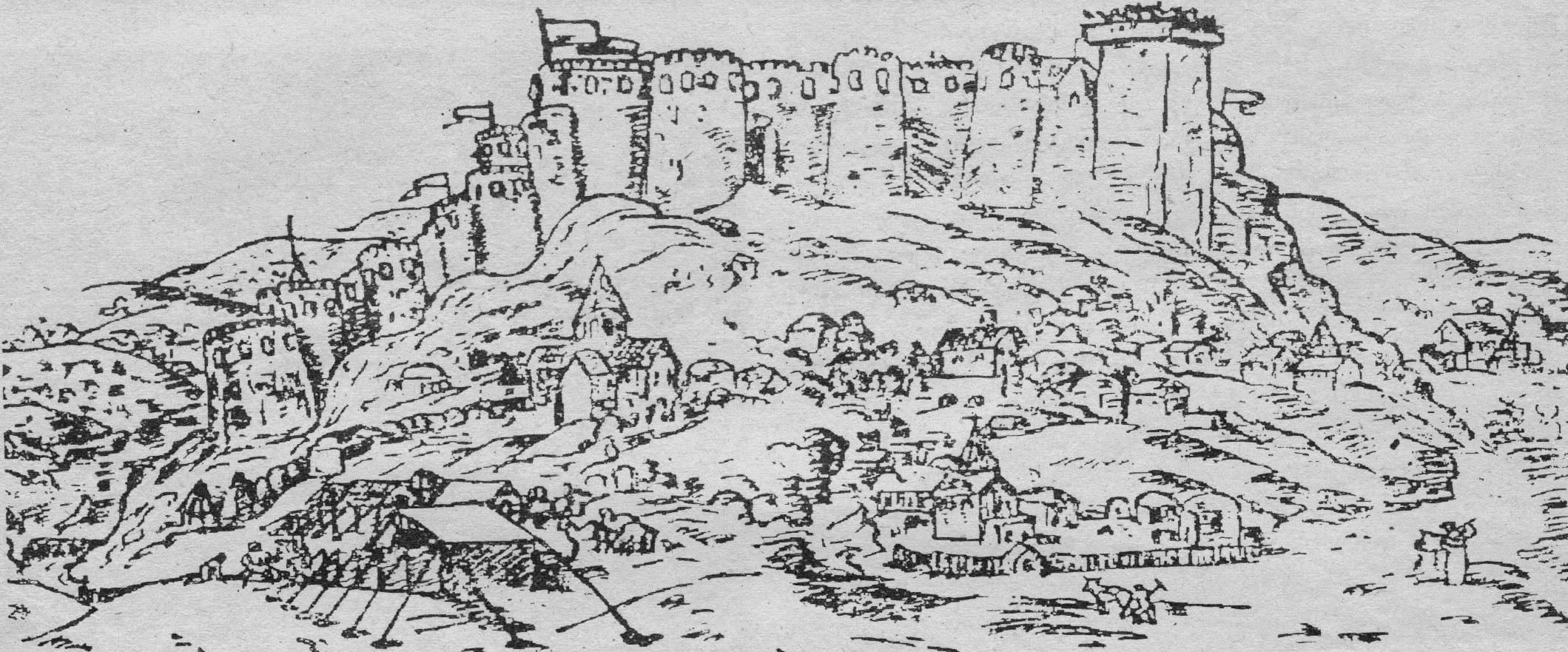
La fortaleza de Gori construida sobre 1642, por un misionero italiano, Cristoforo Castelli.

El territorio de Gori se ha poblado desde principios de la Edad del Bronce. De acuerdo con las crónicas georgianas medievales, la ciudad de Gori fue fundada por el rey David IV (r. 1089-1125), que se instaló allí a los refugiados de Armenia. Sin embargo, la fortaleza de Gori (Goris-Tsikhe) parece haber estado en uso ya en el siglo VII, y la evidencia arqueológica indica la existencia de una comunidad urbana en la Antigüedad clásica. En 1299, Gori fue capturado por los alanos que huían de la conquista mongol de su patria original en el Cáucaso septentrional. El rey georgiano Jorge V recuperó la ciudad en 1320, empujando a los alanos hacia las montañas del Cáucaso.

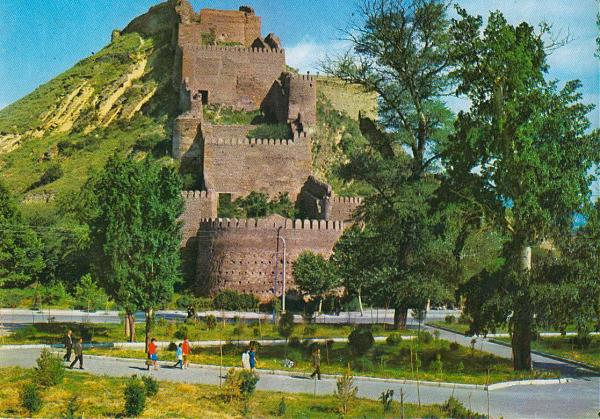
La fortaleza de Gori en la cima de la colina.

Con la caída del reino georgiano medieval, Gori, estratégicamente ubicado en la encrucijada de las principales rutas de tránsito, con frecuencia fue atacado por invasores extranjeros y cambió sus amos en varias ocasiones. Primero fue tomado y saqueado por Uzún Hasán de Ak Koyunlu en 1477, seguido por Tahmasp I a mediados del siglo XVI. A fines de ese siglo, Gori pasó brevemente a los otomanos a través de la Guerra Otomano-Safávida (1578-1590), y se convirtió en su mayor avanzada en Georgia hasta ser recuperado por los georgianos bajo Simón I de Kartli después de fuertes combates en 1599. La ciudad era una vez más guarnecido por los persas bajo Shah Abbas I en 1614.
Después de sucesivas las ocupaciones por los otomanos (1723-35) y los persas (1735-40s), Gori volvió al control georgiano bajo los reyes Teimuraz II y Erekle II, cuyos esfuerzos ayudaron a promover la economía y la cultura en la ciudad. Después de la anexión rusa de Georgia, a Gori se le otorgó el estatus de ciudad dentro de la Gobernación de Tiflis en 1801. Creció en tamaño y población a lo largo del siglo XIX, pero fue destruida en el terremoto de 1920. Un centro industrial importante en la época soviética, Gori sufrió un colapso económico y la salida de la población durante los años de una crisis postsoviética de la década de 1990.
Gori está cerca de la zona de conflicto entre Georgia y Osetia. Está conectado con Tsjinvali, la capital separatista de Osetia del Sur, a través de un ramal ferroviario que ha estado extinto desde principios de los años noventa. Desde la década de 2000, Georgia ha aumentado la infraestructura militar en la ciudad y sus alrededores. Por lo tanto, el Hospital Militar Central se trasladó de Tifis a Gori y se volvió a equipar en octubre de 2006. El 18 de enero de 2008, se estableció en Gori la segunda base estándar de la OTAN de Georgia para alojar a la 1.ª Brigada de Infantería (Georgia) de las Fuerzas Terrestres de Georgia.
La Rama de la Academia de Ciencias Agrarias de Georgia se estableció en la ciudad en 1995; esto se convirtió en la Universidad de Sukhishvili en 2003.

### Guerra en Osetia del Sur de 2008
Durante el transcurso de la Guerra en Osetia del Sur de 2008, los objetivos militares de Gori fueron atacados por aviones de combate rusos en la madrugada del 9 de agosto de 2008.
El 11 de agosto de 2008 las fuentes georgianas informaron de que Gori fue tomada por las tropas rusas. El Ministerio de Defensa de Rusia desmintió esta información. Según periodistas independientes, los habitantes abandonaron la ciudad, pero no vieron indicios de presencia rusa en la zona.
El 13 de agosto en Gori seguía una parte de la población, que empezaba a tener problemas con suministro de alimentos. Ese día las fuerzas de Rusia intentaron contactar con la administración local, inicialmente sin éxito ya que el gobierno local georgiano, las tropas georgianas y gran parte de los habitantes, convertidos en refugiados, se fueron de la ciudad. Las fuerzas de paz rusas localizaron un almacén militar con armamento "listo para ser usado" en las afueras de la ciudad, y lo estaban evacuando. Además comenzaron a solucionar el problema de los alimentos y de seguridad de la población civil.
Luego los representantes de las autoridades georgianas y enviados extranjeros, junto con los mandos de las fuerzas rusas comprobaron que los edificios de la ciudad no estaban dañados.
El 14 de agosto el control sobre la seguridad de Gori fue traspasado a la policía georgiana, pero los accesos a la ciudad y las instalaciones militares cercanas seguirían bajo el control ruso hasta el 22 de agosto.